# 愛知県道52号半田南知多線
愛知県道52号半田南知多線（あいちけんどう52ごう はんだみなみちたせん）は、愛知県半田市から同県知多郡武豊町、美浜町を通り南知多町へ至る主要地方道である。

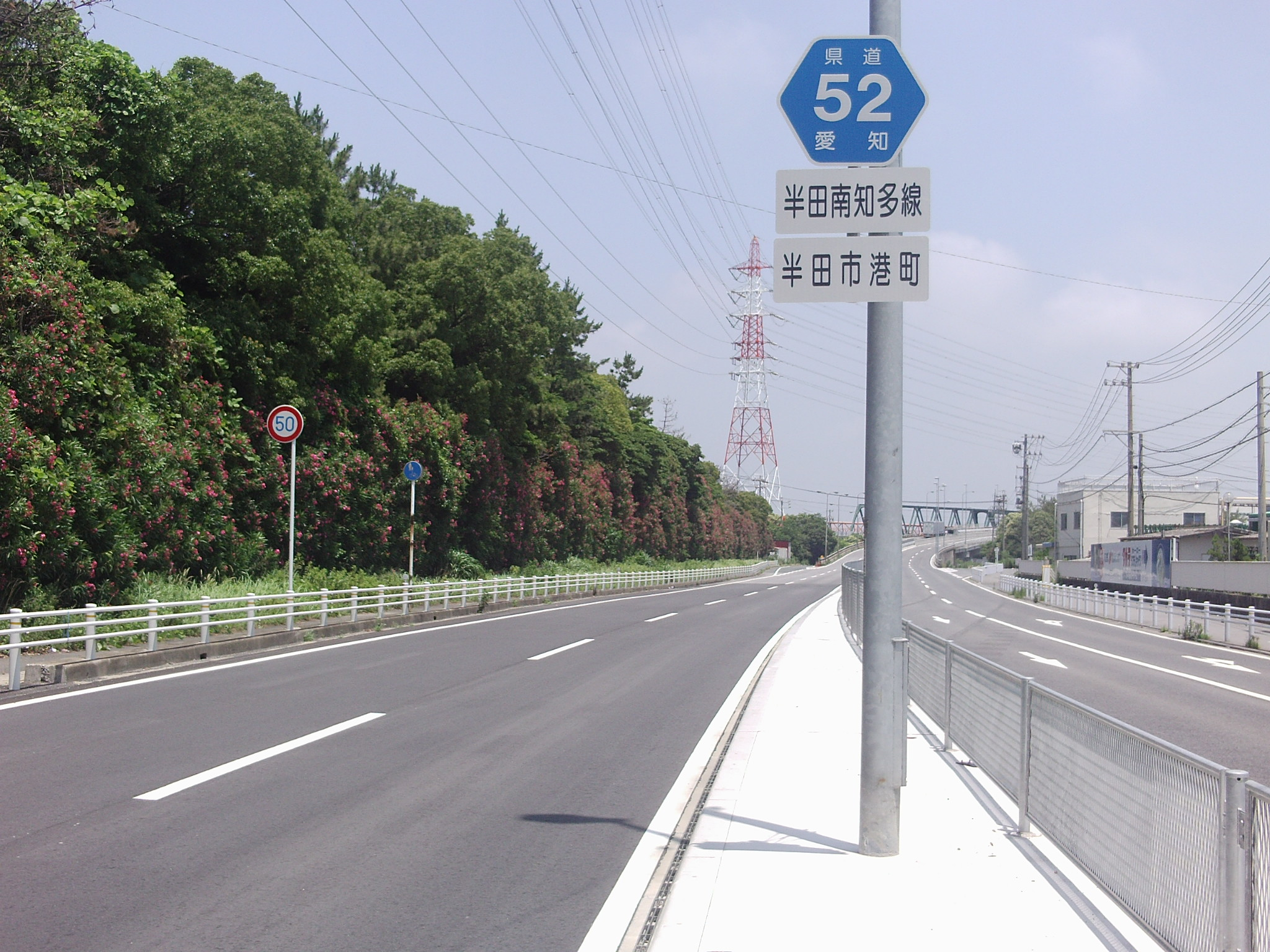
この区間は従前より臨港道路武豊線として存在していたが、後に県道指定された。4車線化されており、臨港地区の埋立地を縦貫する。（ 半田市港町）

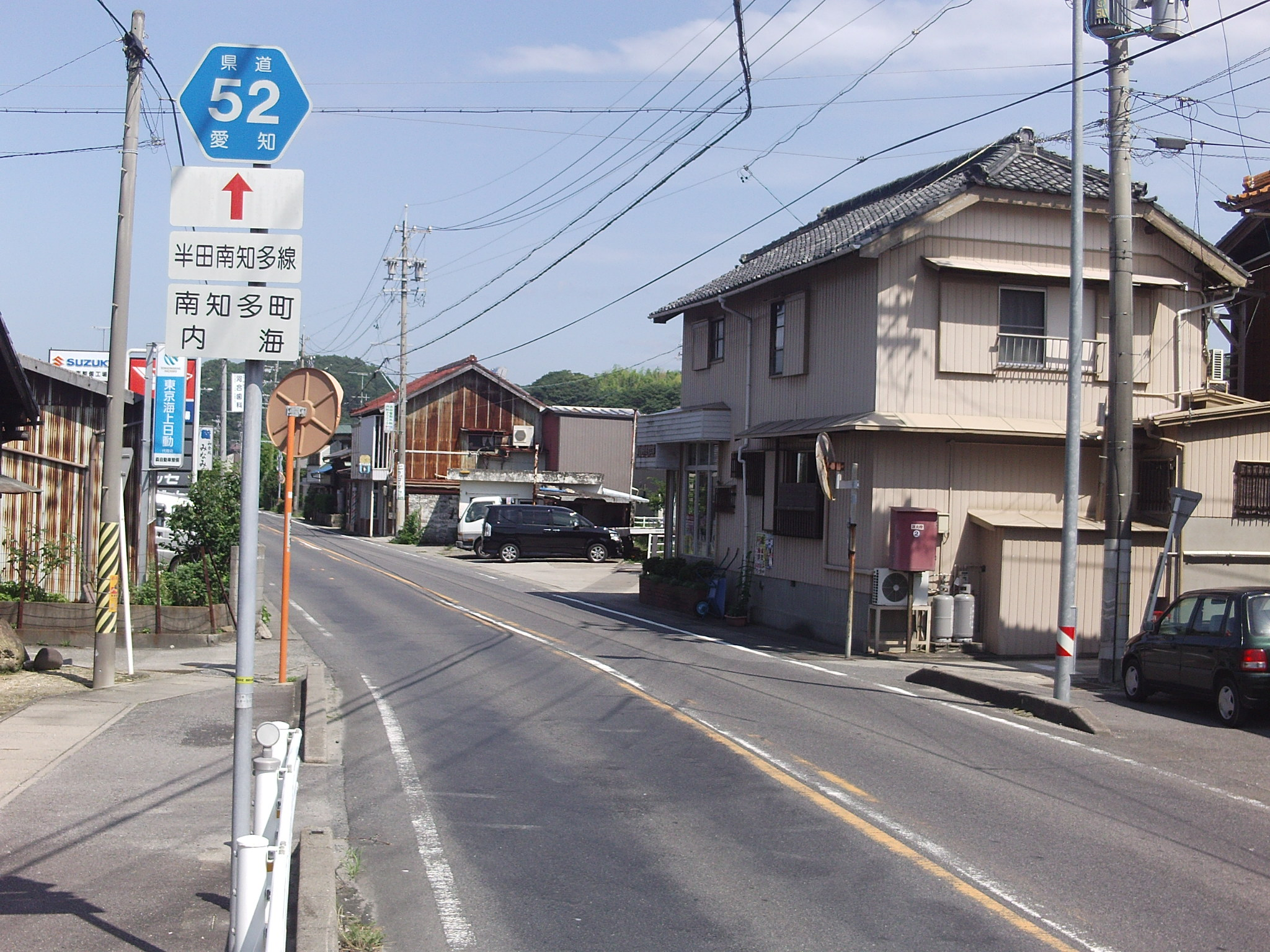
知多郡南知多町内海

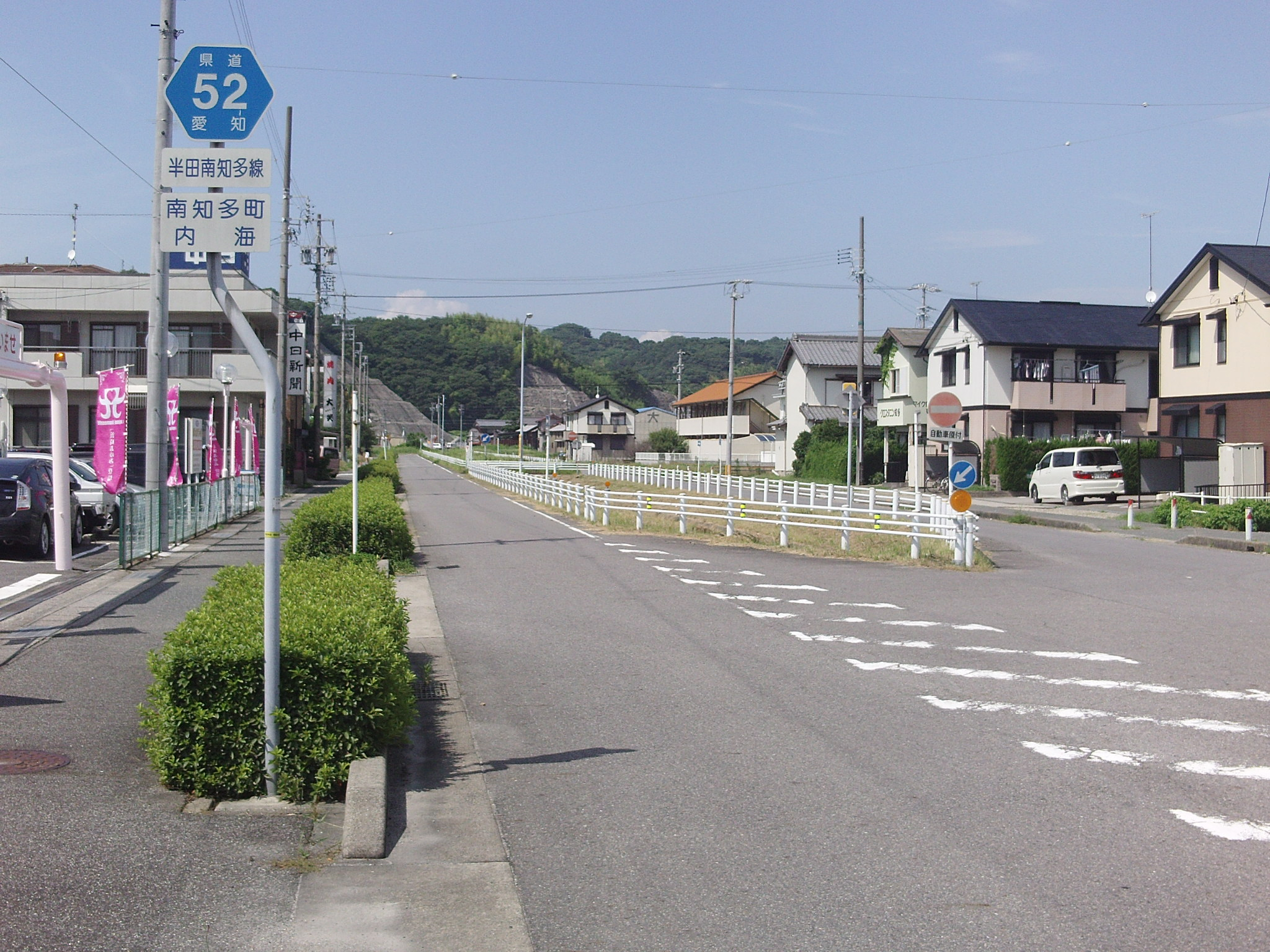
バイパス部分（知多郡南知多町内海）

## 概要
2011年に衣浦トンネルと国道247号を結ぶ臨港道路武豊線が県道に制定される前は、起点が愛知県半田市東郷町（東郷町交差点、国道247号・愛知県道34号半田常滑線交点）。そこから約13kmは国道247号と重複しており、国道と別れる河和交差点以南から初めて県道の案内標識が表示されていた。
臨港道路武豊線（港半田大橋、神戸新橋、衣浦西部高架橋）を通り、武豊町前田交差点で国道247号と合流。美浜町河和交差点で国道と分かれた後、南知多道路の南知多ICに接続する。その後愛知県立内海高等学校や名鉄知多新線内海駅前を経由して再び国道247号に接続する。内海駅東交差点でルートが現道とバイパスの2つに分かれているが、現道は内海交差点で国道247号と接続しているのに対し、バイパスは内海交差点より少し常滑市寄りで国道247号と接続している。
2019年に内海側の現道が県道認定から外され、バイパスのみが県道52号となった。

### 路線データ
- 起点：愛知県半田市十一号地（瑞穂町東交差点・愛知県道265号碧南半田常滑線交点）
- 終点：愛知県知多郡南知多町内海（内海交差点・国道247号交点）
- 重複区間：国道247号（武豊町前田交差点 - 美浜町河和交差点）
- 総距離：約20.8 km

## 沿革
- 1956年4月14日 認定

## 通過する自治体
- 愛知県
  - 半田市 - 知多郡武豊町 - 知多郡美浜町 - 知多郡南知多町

## 接続する道路
- 愛知県道265号碧南半田常滑線（瑞穂町東交差点）
- 愛知県道34号半田常滑線（川崎町4丁目交差点）
- 愛知県道269号古場武豊線（前田交差点）
- 国道247号（前田交差点 - 河和交差点で重複）
- 愛知県道72号武豊小鈴谷線（金下交差点）
- 愛知県道271号武豊港線（里中交差点北方）
- 愛知県道272号大谷富貴線（富貴駅東交差点）
- 愛知県道273号上野間布土線（布土交差点）
- 愛知県道274号小鈴谷河和線・愛知県道275号奥田河和線（河和駅前交差点）
- 国道247号バイパス（知多郡美浜町河和上前田地内）
- 南知多道路 南知多インターチェンジ（南知多インター交差点）
- 愛知県道276号奥田内福寺南知多線（樫木交差点 - 内海駅東交差点南方で重複）
- 国道247号（内海交差点）

バイパス（向陽4丁目交差点 - 寺西交差点）
- 愛知県道72号武豊小鈴谷線・愛知県道467号半田環状線（向陽4丁目交差点）
- 愛知県道272号大谷富貴線（寺西交差点）

バイパス（内海駅東交差点 - 終点）
- 現道、愛知県道276号奥田内福寺南知多線（内海駅東交差点）
- 国道247号（内海西交差点西方）

## 沿線
- 衣浦臨海鉄道
- 日本ガイシ知多事業所
- JFEスチール知多製造所
- 南知多道路 南知多IC
- 知多南部消防組合消防本部
- 愛知県立内海高等学校
- 名鉄知多新線 内海駅

## 別名
- 半田街道（武豊町）